# Al Maqatirah (huyện)
Huyện Al Maqatirah là một huyện thuộc tỉnh Lahij, Yemen. Đến thời điểm năm 2003, huyện này có dân số 54613 người